# La mossa del cavallo (miniserie televisiva)
La mossa del cavallo è una miniserie televisiva, con episodi da 50 minuti ciascuno, prodotta da Rai per la regia di Giacomo Colli.

## La miniserie
Essa è composta da 6 episodi che raccontano storie diverse e non tra loro legate.
"Sulla scacchiera, il Cavallo, non avanza dritto, ma obliquo, la cosa più difficile, nella realtà, è procedere come fa il cavallo" così citano i titoli di testa in apertura di ogni episodio.
In ciascun episodio, si dipana una sorta di sfida tra due o più personaggi in cui, solo colui che riesce a mantenere calma e sangue freddo, proprio come in una partita di scacchi, riesce ad avere ragione sull'altro. La miniserie venne trasmessa in prima visione nel 1977.

## Episodi

### Hotel De La Gare
Un uomo incontra per caso una bella donna in un hotel. Dopo un vivace corteggiamento i due si amano appassionatamente senza sapere, però, che entrambi hanno lo scopo di eliminare l'altro...

### Se tu mi amassi veramente
Un bel trentenne si accompagna ad una donna più anziana di lui. Quando incontra una coetanea di cui si innamora, la donna agisce affinché l'uomo non si allontani da lei, ne discenderanno incidenti e perdite di vite...

### L'ultima notte
Un'infermiera professionale si occupa di uno scrittore molto malato, ricoverato in una clinica per gente benestante. Ma se lo scrittore si ritiene un uomo colto e furbo, l'infermiera nasconde un segreto che la obbliga ad essere più astuta del degente...

### Ancora una domanda
Un commissario continua a fare visita ad una donna con una gamba ingessata, durante le visite interroga insistentemente la donna per apprendere dettagli sulla vita del di lei marito, recentemente scomparso. Il commissario è convinto che la donna nasconda qualcosa...

### La parte che ti spetta
Un furto di gioielli è il punto di partenza per un gioco pericoloso tra un uomo e una donna che pur avendo obiettivi simili, possono attuarli in modo diverso e solo grazie alle potenziali sviste dell'altro... La tensione diventa alta così come l'inaffidabilità dei personaggi...

### La sfida
Un uomo ricatta la sua amante minacciando di svelare la loro storia al marito della donna. L'uomo non sa, però, che la sua amante ha recentemente scoperto alcuni segreti, molto più compromettenti, e riguardanti lui... Ricattatore e ricattato non sono più ben delineati...